# Église Saint-Martin de Lansargues
Pour les articles homonymes, voir Église Saint-Martin.
L'église Saint-Martin de Lansargues est une église catholique située à Lansargues, en France.

## Localisation
L'église est située dans le département français de l'Hérault, sur la commune de Lansargues.

## Historique
L'édifice est classé au titre des monuments historiques en 1979.